# Gilrain
En el universo imaginario de Tolkien, el Gilrain es un río del sur de Gondor, uno de los cinco que forman la región del Lebennin, nace en las Ered Nimrais y vuelca sus aguas al sur para unirse al Serni y juntos desembocar en el mar frente a la isla de Tolfalas. 
Es un río de aguas rápidas y bastante recto, “(...) como los otros ríos de esa región, pero al llegar a las últimas estribaciones de Ered Nimrais, que lo separaban del Celos, fluía por una vasta depresión poco profunda. Por ella se perdía un trecho en los meandros y formaba una pequeña laguna en el extremo sur, antes de abrirse paso a través de una loma y precipitarse de nuevo rápidamente hasta unirse al Serni...”
En su unión con el Serni se encuentra la ciudad de Linhir y se podía cruzar por un vado cercano a la ciudad. Cuando llegó la Compañía Gris, acompañada por el Ejército de los Muertos, en sus vados se disputaba una batalla entre los hombres del Lamedon, conducidos por Angbor, y los Corsarios de Umbar, los que huyeron al ver al Rey de los Muertos.
Cuenta la leyenda que la doncella Nimrodel en su viaje hacia el mar se detuvo a las orillas del río, en una región en la que sus aguas eran calmas y cristalinas y al borde de una “(...)laguna contemplando las estrellas, reflejadas en el agua oscura, y escuchándolas cascadas por las que el río continuaba hacia el mar...” y se sentó y se durmió por un largo tiempo, no pudiendo llegar al puerto de Edellond, en donde la esperaba su amado Amroth.

## Etimología del nombre
La traducción del nombre del río es incierta, (Tolkien no lo asevera contundentemente) pero está relacionado con la Leyenda de Amroth y Nimrodel; puesto que la palabra de origen Sindarin _Gil_, hace referencia a “(...)chispa, centelleo de luz, estrella’, usado a menudo para estrellas del cielo en lugar de la más antigua y elevada...” raíz EL-, ELEN-, lo que es concordante con lo que, la doncella élfica, vio reflejado en la laguna en donde se detuvo a descansar. Y la palabra rain deriva “(...)la raíz RAN ‘vagabundear, extraviarse, caminar sin rumbo’...” ; concordante con lo sucedido a Nimrodel, que no le permitió llegar a reunirse con su amado.
- Datos: Q8964077